# The Nicki Wrld Tour
A The Nicki Wrld Tour é a quarta turnê da rapper trinidiana Nicki Minaj, em apoio ao seu quarto álbum de estúdio, Queen (2018), em conjunto com o rapper Juice Wrld, em apoio ao seu mais recente álbum de estúdio, Goodbye & Good Riddance (2018). A turnê foi anunciada dia 21 de dezembro de 2018 pelas redes sociais, após a substituição de Future na turnê original. O primeiro show da turnê ocorreu no dia 21 de fevereiro de 2019 em Munique, na Alemanha, e o último em 28 de março de 2019, em Genebra, na Suiça, com 19 shows realizados pela Europa.

## Antecedentes
Nicki Minaj anunciou a "NICKIHNDRXX TOUR" em colaboração com o rapper americano Future, em 11 de junho de 2018, minutos antes do single "Rich Sex" de Nicki ser liberado. A primeira parte da extensa turnê começaria em 21 de setembro em Baltimore e passaria por todos os principais mercados como Detroit, Washington DC. , Chicago, Toronto, Boston, Nova York, Miami, Dallas, Houston, LA e muito mais, antes de concluir em Las Vegas em 24 de novembro. A segunda etapa começaria no próximo ano, em 21 de fevereiro, em Munique, Alemanha, e iria para a Noruega, Hungria, França, Reino Unido e Holanda até o final de março.
Semanas antes do início, Nicki adiou a parte norte-americana da turnê até maio de 2019, e agora Future não faz parte dela. O rapper, no entanto, ainda estava confirmado na parte européia da turnê que começa em fevereiro, mas não nas datas norte-americanas. "Devido a conflitos de agendamento, Future não estará na parte norte-americana”, diz o comunicado de imprensa. “Nicki Minaj anunciará novas datas na América do Norte para começar em maio de 2019. Os reembolsos para as datas norte-americanas previamente agendadas estarão disponíveis no ponto de compra, com os novos detalhes de venda de Nicki Minaj anunciados em breve" - comunicado da Live Nation. A própria Nicki não fez um anúncio ou revelou porque a turnê foi adiada, mas o comunicado de imprensa citou “elementos de produção” como sendo a causa do revés. Ela também queria mais tempo para ensaiar para a turnê, para que seus fãs “tenham o melhor show na qualidade que merecem”.
No dia 21 de dezembro de 2018, Nicki Minaj anunciou pelas redes sociais a substituição de Future e alteração no nome da turnê. O motivo para decisão de substituição não foi divulgado, mas pode ter relação com a falta de compatibilidade de agenda do Future. “Estou muito animada por levar a experiência completa ‘Nicki Minaj’ para meus fãs na Europa. Eu tenho trabalhado cuidadosamente na mais emocionante, única e memorável obra de arte para compartilhar com meus fãs incríveis. Estou apaixonada pela música do Juice Wrld e me sinto muito feliz por ele ter se juntado a mim. Isso vai entrar para os livros”, escreveu a rapper.

## Brasil
Em 19 de setembro de 2018, o serviço de stream Tidal e a operadora telefonica Vivo anunciaram parceira e, uma festa de relançamento do Tidal. Marcando a estreia de Nicki Minaj no Brasil, que fez um show fechado no dia 26 de setembro, em São Paulo. A apresentação foi exclusiva para convidados e clientes Vivo e da plataforma Tidal. O evento contou com Rincon Sapiência. "É um sonho finalmente estar indo para o Brasil. Meus fãs esperaram pacientemente e estou muito empolgada para levar a vibe do disco `Queen` para São Paulo", disse Nicki Minaj em um comunicado.

## Festivais
No dia 4 de junho de 2018, a organização do festival Made in America confirmou que Nicki Minaj seria a atração principal do festival, ao lado do Post Malone. A programação oficial do festival de música de dois dias com curadoria de JAY-Z  também contou com o rapper Kendrick Lamar, Meek Mill, Miguel, Janelle Monáe, Diplo e Alessia Cara e muito mais. Nicki Minaj foi responsável por encerrar a última noite, 2 de setembro de 2018.
Horas antes do encerramento do Made in America, foi anunciado que Nicki Minaj seria a principal atração do festival australiano Fomo. Os shows aconteceram nos dias 5, 6, 9, 12 e 13 de janeiro de 2019. Além da headliner, o festival teve apresentações do duo Rae Sremmurd e atrações locais.

## Setlist
O repertório abaixo é constituído do concerto relizado em 21 de fevereiro de 2019 em Munique, Alemanha, não sendo representativo de todos os shows.
1. "Majesty"
2. "Hard White"
3. "Feeling Myself"
4. "Only"
5. "Truffle Butter"
6. "Beez in the Trap"
7. "Rake It Up"
8. "Dance (A$$)"
9. "Big Bank"
10. "FEFE"
11. "Did It On'em"
12. "Anaconda"
13. "Roman's Revenge"
14. "Up All Night"
15. "Throw Sum Mo"
16. "Plain Jane Remix"
17. "Itty Bitty Piggy"
18. "Your Love"
19. "Make Me Proud"
20. "Monster"
21. "Beam Me Up Scotty"
22. "Turn Me On"
23. "Whip It"
24. "Pound the Alarm"
25. "Starships"
26. "Where Them Girls At"
27. "I Lied"
28. "All Things Go"
29. "Save Me"
30. "Right Thru Me"
31. "Come See About Me"
32. "Grand Piano"
33. "Bed"
34. "Side to Side"
35. "Swalla"
36. "Chun-Li"
37. "Moment 4 Life"
38. "Super Bass"

- A partir do show em Paris, "Bust Down Barbiana" foi adicionada na setlist.
- Durante os shows em Londres, Birmingham e Manchester, Stylo G, Ms Banks e Lisa Mercedez se juntaram a Minaj no palco para performances, respectivamente.
- Durante os shows em Londres e Birmingham, Minaj performou "LLC", "Barbie Dreams" e "Good Form".
- Durante o show em Londres, Minaj performou "Coco Chanel" e Yxng Bane se juntou a ela no palco para a performance de "Rihanna".
- Durante os shows em Birmingham e Manchester, Lady Leshurr se juntou a Minaj no palco para performar "Queen's Speech".

## Datas
| Data                    | Cidade           | País       | Local                 | Atos de abertura | Público | Receita |
| Europa                  | Europa           | Europa     | Europa                | Europa           | Europa  | Europa  |
| ----------------------- | ---------------- | ---------- | --------------------- | ---------------- | ------- | ------- |
| 21 de fevereiro de 2019 | Munique          | Alemanha   | Olympiahalle          | Juice WRLD       | —       | —       |
| 24 de fevereiro de 2019 | Łódź             | Polônia    | Atlas Arena           | Juice WRLD       | —       | —       |
| 25 de fevereiro de 2019 | Budapeste        | Hungria    | Budapest Sports Arena | Juice WRLD       | —       | —       |
| 28 de fevereiro de 2019 | Berlim           | Alemanha   | Mercedes-Benz Arena   | Juice WRLD       | —       | —       |
| 1 de março de 2019      | Copenhague       | Dinamarca  | Royal Arena           | Juice WRLD       | —       | —       |
| 3 de março de 2019      | Oslo             | Noruega    | Oslo Spektrum         | Juice WRLD       | —       | —       |
| 4 de março de 2019      | Estocolmo        | Suécia     | Ericsson Globe        | Juice WRLD       | —       | —       |
| 6 de março de 2019      | Bruxelas         | Bélgica    | Palais 12             | Juice WRLD       | —       | —       |
| 7 de março de 2019      | Paris            | França     | AccorHotels Arena     | Juice WRLD       | —       | —       |
| 9 de março de 2019      | Bordeaux         | França     | Metropole Arena       | Juice WRLD       | —       | —       |
| 11 de março de 2019     | Londres          | Inglaterra | The O2 Arena          | Juice WRLD       | —       | —       |
| 14 de março de 2019     | Birmingham       | Inglaterra | Arena Birmingham      | Juice WRLD       | —       | —       |
| 15 de março de 2019     | Dublin           | Irlanda    | 3Arena                | Juice WRLD       | —       | —       |
| 17 de março de 2019     | Glasgow          | Escócia    | The SSE Hydro         | Juice WRLD       | —       | —       |
| 18 de março de 2019     | Manchester       | Inglaterra | Manchester Arena      | Juice WRLD       | —       | —       |
| 20 de março de 019      | Esch-sur-Alzette | Luxemburgo | Rockhal               | Juice WRLD       | —       | —       |
| 22 de março de 2019     | Frankfurt        | Germany    | Festhalle             | Juice WRLD       | —       | —       |
| 23 de março de 2019     | Cologne          | Germany    | Lanxess Arena         | Juice WRLD       | —       | —       |
| 25 de março de 2019     | Amsterdã         | Holanda    | Ziggo Dome            | Juice WRLD       | —       | —       |
| 27 de março de 2019     | Zurique          | Suíça      | Hallenstadion         | Juice WRLD       | —       | —       |
| 28 de março de 2019     | Genebra          | Suíça      | Arena Geneva          | Juice WRLD       | —       | —       |

## Apresentações canceladas
| Data                    | Cidade     | País       | Local               | Motivo                                    |
| ----------------------- | ---------- | ---------- | ------------------- | ----------------------------------------- |
| 22 de fevereiro de 2019 | Bratislava | Eslováquia | Ondrej Nepela Arena | Dificuldades técnicas das próprias arenas |
| 9 de março de 2019      | Bordéus    | França     | Arkéa Arena         | Dificuldades técnicas das próprias arenas |
| 15 de março de 2019     | Dublin     | Irlanda    | 3Arena              | Condições climáticas adversas             |